# 喬納森·愛德華茲
乔纳森‧愛德華兹（英語：Jonathan Edwards；1703年10月5日—1758年3月22日），至今仍被認為是美國最出色的神學家之，也是十八世紀美國大覺醒運動的領導者，亦同時被視為美國哲學思想的開拓者之一。
十八世紀初正值理性時代和物質主義的思潮泛濫的時期，理性至上的浪潮对教會产生了冲击，愛德華滋被認為將屬靈生命與理性思維融合在一起，将對於信仰的熱情注入到當時僵化的正統神學系統之中，使神學真的成為教會更新的動力。

## 生平

### 出生
愛德華兹於1703年10月5日在北美東岸（今美國康涅狄格州）的溫莎鎮（Windsor）出生，在十一兄弟姊妹中排行第五。父母都是出身於敬虔清教徒後代的家庭：父親是公理會的牧師；母親是北安普敦（Northhampton）極具影響力的教牧領袖斯托達（Solomon Stoddard）牧師的女兒，他自幼在家受虔誠的宗教教育熏陶。

### 學業
1716年，進入耶魯學院，接受嚴格的人文課程訓練。他精通拉丁文、希臘文與希伯來文，所寫的自然科學文字顯示他具有罕見的觀察輿分析能力。而神學方面，他對牛頓和洛克的思想特別感興趣，也成為他日後深遠的影響者。
1720年畢業，繼續在校研讀神學，同時受聘任紐約的一間小教會---蘇格蘭長老會。此間他對「本體」想出了一套思辯哲學，比英國哲學家柏克萊主教的想法還早。1723年1月12日，他寫下「立志」七十條，獻上自己一生為上帝所用。1724年畢業時，名列全班之首，應耶魯之邀回校出任助教，因而有更多時間思想知識論的問題，探索上帝如何在人的心靈中作工。

### 婚姻
1727年7月28日，他與撒拉·彼伊勒本 （Sarah Pierrepont）女士結婚，撒拉的父親為詹姆士（James Pierrepont）牧師，是纽黑文有名的牧師，也是耶魯大學的創建人之一。他們的兒女成群，共育有11名兒女，8女3男，是一個溫暖的模範家庭，他們的婚姻也被寫為愛的故事。

### 教區牧會（1703-1734）
1727年，他有過一次靈性的奇異經歷，認識到上帝的絕對權威和人對上帝的依靠。同年年底，應外祖父斯托達（Solomon Stoddard）牧師主理的教會之邀，在麻薩諸塞州的北安普敦出任聖公會副牧師。斯托達講道有能力，聲譽也很好，卻主張「半途信約」，意即明知道某人尚未得救，卻可以守聖餐，但如此一來，信與不信的界限無形中消失、混雜了，既然聖與俗彷彿一體，基督徒也就沒有必要分別出來過聖潔生活，以致信徒反應淡漠，而更大多數是不冷不熱。1729年，外祖父斯托達去世，他便受命為北安普敦出聖公會的主任牧師。他和當地其他的牧師，感受到教會昏睡的情形，不只信仰生活就連道德生活也鬆懈不堪，他因對人的靈魂極其關心，多次想改革這種情況。

### 復興的火種（1735-1739）
他改革的事奉從講道開始，證道辭博學精深，直到1733年，其中兩篇道，＜聖靈將神超自然之光直接照徹人心＞和＜因信稱義＞，在信徒中引起極大迴響，令他们反省自己的屬靈光景。
1734年，鎮上有兩位年輕人死亡，但在死前因感到聖靈光照，因此痛徹悔改，開始向人見證上帝的恩典，然後才安然離世。因這事，愛德華滋鼓勵大家多參與聚會，談論信仰，而不要浪費生命在娛樂或閒談中，不到幾個月，他的會眾有三百多人皈依基督教，呈現復興覺醒景象，影響延及到美東各地，一個城鎮一個城鎮都經歷復興，是為「大覺醒運動」的濫觴。
1735年，復興雖趨於平緩，但他更加感受到屬靈的影響，他有時間詳細紀錄這次的運動，作神學反省，並開始著述，他在書房每天工作十三到十四個小時，是個多産的作家。他相信復興是上帝的恩典，在人的身心兩方面的興奮中彰顯了出來。
1737年，他將屬靈復興現象的觀察和報導，寫成一本書，是《神奇妙工作的忠實記述》（Faithful Narrative of the Surprising Work of God），同時在倫敦和波士顿出版，到1738年末，已經再印了許多版。此書被普遍傳誦，為「大覺醒運動」作了準備。

### 大覺醒運動（1740-1749）
當時奇特的復興現象，也引發有正反聲音的表態，如耶魯學院的前院長卡特勒（Timothy Curler）指責該運動為「宗教狂熱主義」，會使人不聽從父母甚至自殺。但是另外有人發表《一個未悔改之教牧工作的危險性》來反擊那些攻擊復興的傳統牧師。愛德華茲以《論聖靈工作的獨特標記》回應在大覺醒運動中的「情感」爭議，說明情感在宗教生活裡是必要的，信仰對人而言必須超越「認知」的功能並轉移到「意志」或「心」的功能。人要經歷「思想的改變」和「心的改變」。
因著愛德華兹對復興運動的著書報導，其影響不僅在美國也到了英國。1740年，佈道家懷特腓德從英國來到美國東岸巡迴佈道，教会復興之火重新挑旺，他講道的消息一傳出，幾十哩內的工人馬上放下工具，田野沒有人耕作，聽眾常多達數千人，教堂容納不下，都必須在戶外講道，人們成群結隊來接受基督教。大覺醒運動於1740年達到顛峰，北安普敦再度成爲中心，愛德華滋也成爲中心人物。
1741年，他同時間要牧會還要旅行佈道，在恩菲特鎮（Enfield）宣講了他最著名卻不幸被誤解的道＜落在憤怒之神手中的罪人＞（Sinners in the Hands of an Angry God），這篇道極其震撼，他只是平和穩定的宣講，而不是狂呼大叫，但聖靈大大動工，會眾不能自己的懊悔哭泣，有的抱住座椅或教堂的柱子，恐怕就墜入地獄，眾人皆願全然委身於神。

#### 思辨聖靈工作
對於「大覺醒運動」，自由派的態度，是譏笑和否定，他們保持冰冷的禮儀，枯燥的講章，對於復興不感覺興趣；另一種則是極端派，激動情感、無秩序、無節制的吵鬧，反給大覺醒帶來惡名，招致反對。愛氏要兩面迎戰，一方面他需要為復興的事實做神學的辯解，另一方面他卻要處理對復興運動中聖靈工作的誤解。他最大的貢獻，就在於他對聖靈充滿、聖靈恩賜的經歷，提供了神學基礎並牧養的指引，使教會從固守教義卻了無生氣的景況中釋放出來，挑戰信徒看重屬靈與永生的事，並以追求神聖的美善為人生最大的快樂。

### 哲學神學家（1750-1758）
愛德華茲是十七世紀的新時代中嘗試依據新思潮來修訂改革宗神學，但未變更其基本前提的神學家。目前現代學者以三個方向來詮釋他的神學面貌：（一）對美國經驗和宗教文化的影響；（二）在神學美學上承繼奧古斯丁視神的本質和創造為「神聖之美」（divine beauty）；（三）以歷史觀和歷史哲學看他作為「護教家」的貢獻。

### 辭世
1750年6月22日，北安普敦聖公會以230票對23票，通過辭退愛德華滋牧師。這並不是偶然的事件，他先前譴責「半途信約」，決定只有真正清楚重生得救，而有良好品德的人，才可以有資格領受聖餐。使得有些放縱的青年受到指責，家長認為有失體面，反對他的人，就乘機煽動，造成教會辭退忠心服事24年的牧師。其後他轉往另一小鎮的教會，專事向印地安人傳福音。
1757年，他應普林斯頓大學之聘，出任校長，1758年1月到任，時值普林斯頓爆發天花瘟疫，他因注射疫苗而不幸染病，於3月22日與世長辭。

## 思想與著述

### 思想
“他著意高舉神的至高主權、人的原罪和敗壞、上帝的恩典和榮耀。”他認為上帝有絕對的主權，提出「上帝的恩典決定一切」；並深信人無法靠著自己的行為得救，因人性在墮落後為絕對的敗壞；而人之所以能免於走向地獄的深淵，全是因上帝的恩典和憐憫緊緊抓住了人。
“他重視真理的知識，但也同時看重宗教經驗。”他受洛克的的經驗主義影響，但卻認為洛克有關經驗的理論過於貧乏，而提出「心靈感覺」（超自然力量在人心中引發的經驗），一旦被聖靈甦醒，便能感悟上帝的榮耀與美善，令他的經驗形成有所不同，也就是影響了他的世界觀。
“他深信一個真正得救的人，內裡有聖靈的臨在作印記，他外在的生活行為一定會反映他內在生命的真實。”他是一個律己甚嚴的人，然而他的自律是出於一種嚮往，一種分享上帝優美的聖潔渴求，這也是他在著述中所強調宗教情感的重要性。

### 著述
他著述立論嚴謹，析理分明，本於《聖經》，很少引用其他作品。他的寫作始於20歲，「立志」七十條，是在他遇見神的經歷後，立志以上帝為他人生的目標之寫作；「日記」則是他於21歲牧會時，對履行立志的自我醒思和檢討；38歲寫「自述」，描述他信仰的歷程和屬靈經驗，用以回憶信仰經過，並鼓勵別人接受信仰、為信仰而活。
牧會後以講道為他的事奉，也是他思想的精華與呈現，他寫過六百多篇講章，至今仍以手稿的形式存在。他廣讀群書，寫作題材相當廣泛，包含哲學、倫理及科學在內。其中最有影響力和最重的的著作是《自由意志論》（On Freedom of the Will）、《偉哉原罪論辯》（The Great Christian Doctrine of Original Sin Defended ）、以及《宗教情操論》（A Treatise Concerning Religious Affections）。

## 論文舉例

### 論聖靈動工
大覺醒運動帶來正面的影響，但也有非常激烈的反對聲浪，認為復興只不過是狂熱表現，其中特別反對復興中許多人身體上有特別的反應；或認為有些人只不過是模仿別人，復興現象只不過是一種集體的歇斯底里；或認為是講道者把地獄描寫的太可怕嚇壞人了。因此愛氏回覆說法，並提出聖經證明聖靈動工的證明。
現象既不印證上帝動工，也不反證非上帝動工
- 發生不尋常的事：只要沒有違反聖經的原則，就不能只因為所發生的事是不尋常的，就以此證明一個經驗或一次復興是假的。我們不能只以「教會不習慣」為理由，拒絕一個經驗，因為上帝可能用新而特殊的方式動工。聖靈有至高主權，可以用各種不同的方法成就祂的工作。
- 身體特別的反應：我們不可從「人身體上的反應」來判斷是不是上帝在動工。當人的身體有不尋常的反應時，有三件事能幫助我們瞭解發生了什麼事。第一是屬天永恆之事的性質；第二是人性；第三是人的身體與心靈相互影響的定律。
- 信仰成為熱門話題：如果有一股能力的運行使人心改變，而引起信仰上的辯論，那麼不能因為這樣而證明這不是聖靈動工。同樣，這也不能證據一定是聖靈動工。
- 想像力超強：如果許多人的想像力受到很大的影響，並不能證明這是聖靈動工，也不能證明這些人只是空想。
- 受榜樣影響：如果人們很受別人榜樣影響，這也不能證明不是聖靈動工。我們知道上帝在世上動工，也會使用中間的方法或管道。我可以推論證明：這種方法或管道可能從上帝而來，也可能從別處而來。
- 不智與脫序：當一股能力在運行時，即使有些人受了它的影響，卻有不智與脫序的行為，這仍有可能是上帝的靈在動工。在信仰上不冷不熱是可怕的事，熱心是極美的事。然而，熱心比所有其他的基督徒美德更需要特別留意查驗。罪，尤其是驕傲的罪，最容易與熱心摻雜。
- 錯誤判斷（撒但欺騙）：一個能力的彰顯儘管有許多錯誤在其中，仍有可能是上帝的靈在動工。事實上，這些錯誤有可能是撒但的欺騙在其中作祟。不論上帝的靈如何以大能運行，祂也不會再按照使徒時代的那種方式，毫無錯謬地引導教會。因為我們不能把任何人，或任何人的教義當成引導教會的不謬法則。
- 淪為異端：即使當一股能力在運行時，有些人似乎受了它很大的影響，卻又墮入異端或罪惡中，但這能力的彰顯仍可能是上帝的靈動工。假冒的事總是會有的，但這不代表每件事都是假的。在改革的時候，我們得有心理準備，這總是有可能會發生的。教會歷史中每次大復興都是這樣。魔鬼不會閑著，他總是在麥子中撒下稗子；但聖靈的工作還是極榮耀地大步往前。
- 傳講地獄：如果傳道人極誠懇而溫柔地多多傳講上帝的律法何等可畏聖潔，因而帶來復興，有人就說這種復興是傳道人用地獄之火湖恫嚇會眾而促成的。這種說法並沒有道理。如果真有永不止息的痛苦、有地獄，如果許多人極有可能下地獄，那麼當然要警告他們！如果大多數的人，即使在所謂基督教國家的人，最後還是真的會下地獄，那麼警告他們是必要的！我們要盡可能把真理告訴他們。在屬世的緊急事件上，人絕不會掉以輕心。

上帝動工的印證：從《約翰一書》四章提出的那些記號
- 真耶穌受尊崇：如果一個人更尊重「真正的」耶穌，那就是聖靈動工的明確記號。如果一個人：a.深信他需要基督，也被帶到祂面前；b.更相信基督曾出現在人類歷史中；c.更確信基督是上帝的兒子，被上帝差遣來拯救罪人；d.承認祂是獨一的救主，非常需要祂；e.比過去更敬愛祂、欣賞祂。我們就確定知道這是聖靈在動工。（但是我們不能保證這人已經得救了）。
- 撒但國受虧損：如果撒但國度的利益受到攻擊，這必定是上帝的靈動工。撒但的國鼓舞人犯罪、貪愛世界的私慾，聖靈則不會。如果人：a.不太注重一般屬世的快樂、利益與榮耀；b.棄絕追逐屬世之事的熱心；c.非常關切永世的事，和福音給人的永恆幸福；d.誠懇追求上帝的國和祂的義；e.感到罪惡的可憎，和因罪而導致的愁苦。 就表明上帝的靈在動工。
- 更愛慕聖經：魔鬼絕不會使人尊敬聖經。
- 棄假且歸真：假如我們看到一個靈在運行，引導人進入真理，讓人相信真實的事，我們就可以確定是聖靈在動工。
- 更愛上帝愛人：當人開始以真實的愛來愛上帝愛人時，我們就可以確定是聖靈動工。

### 論宗教情感
這是愛氏為奮興運動所作的辯護，如前所言，當時他必須面對兩個反應，一是反對復興的自由派，一是混淆復興的極端派。面對一連串基本問題，如作一個基督徒是什麼意思？基督教是關乎我們頭腦的事嗎？我們如何知道人們已經悔改信主了呢？這些問題，對於現今時代的基督徒，也是相當重要的，我們當盡可能了解真宗教的本質。

#### 情感
從彼前一8有兩個標記可以清楚說明基督徒對他們的信仰是真實的：一是對基督的愛，「你們雖然沒有見過他，卻是愛他。」；二是在基督裏的喜樂。這世界有苦難，但內在屬靈的喜樂卻遠超過這些痛苦。彼得提到這喜樂的兩個重點：第一，他告訴我們這喜樂的來源，是由信心來的。「如今雖不得看見，卻因信他就有……大喜樂。」其次，他形容這喜樂的本質是「說不出來，滿有榮光」的。意即真正的信仰主要是存在於神聖的情感裏面的。彼得在描述這些基督徒的經歷時，他指出了仁愛與喜樂的屬靈情感。
那麼什麼是「情感」呢？情感是人的意向和意志中較活潑熱切的活動。而那些更積極有力、熱切的意志行動，就是我們所稱的「情感」（emotion）。上帝所要的信仰並不是在軟弱、沉悶而毫無生氣的願望中所形成的，僅能使我們從冷淡中稍得振作；在他的話語中，上帝非常堅持我們應是認真的、屬靈上積極有力的，而且我們的心在基督信仰中應該是活潑而旺盛的。這種內心活潑有力地投入真信仰，正是屬靈割禮或重生的結果，也就是生命應許之所屬。如果我們對基督信仰不認真，而我們的意志也不是旺盛地活動，那麼我們就什麼都不是。屬靈的實際是那麼的偉大，以致我們的心若不是活潑有力地行動，就不能適當反應。對我們的意志來說，沒有什麼比對靈命盡心竭力更必要的，也沒有什麼比不冷不熱更可惡的。真宗教是有能力的，其能力首先就出現在心中。

### 論自由意志
愛氏的神學具有加爾文主義的明顯特徵，極力強調神的榮耀和人類的敗壞，因此對亞米念派（有的譯為亞米紐或亞米紐斯）與加爾文派中間所有爭辯的中心點，是意志問題，他認為亞米念主義天生就是理性主義者與人文主義者，違反耶穌基督的真正福音，因此本篇論文的目的，是要確立加爾文主義的預定論，駁斥亞米念的自由意志說。
意志是人心中對於事物的選擇能力，是人心進行選擇之能力或原則。因此所謂意志的行為，也就是選擇的行為。而所謂意志的決定，就是假定一個結果必有一原因。若說意志被決定了，那就必有一決定者，所以意志既是決定者，也是被決定者，簡單說意志對自身是行動和產生效果的原因，也是它自己行動所影響的對象。
亞米念認為意志有自決的能力，是意志自由的根本所在。愛氏反對這種說法，他認為所謂意志決定它自己的一切自由行動，乃是人的心靈運用願意或選擇的能力，來決定意志一切自由的行動，也就是說是人的心靈以選擇去決定它們，選擇的行動受到別的選擇行動的指揮，所以他認為意志不是自決的。另外，他又以自然和道德的因果來說明，凡發生的事，非有原因就不能發生，來支持他意志無法沒有原因而自存的說法。
亞米念認為人若沒有自由，就無所謂的善惡、賞罰及毀譽，自由必須絕對免去勉強，而且絕對免去必然性，才有值得讚美或指責的行為。然而這學派的人卻承認神沒有這種自由，也承認神是必然聖潔的，祂的旨意必然是向善的。若按其意見，神豈非毫無美德，因為祂行善乃屬必然，祂不能不聖潔、不能不善良，若然如此，神的美德便是空名，人所歸於神的稱頌讚揚也成不值得。在此愛氏以神的道德優越是必然，也是可讚美的來討論，這點他甚至覺得不需反駁，只要說明即可，因為這不會為基督徒所接受。
阿民念主義認為主動是一種不消極的，不屬被動的東西，也就是說主動沒有原因，也不是結果，因為凡是結果，就是被動的。然而他們卻堅持說，人心中的活動乃是自決的結果，是一種自由的選擇。這樣就有了一種矛盾，行動既是為在前的選擇結果，就不能成為主動的，而且人心不能同時在同一件事上，既是主動又是被動。
愛氏提出若以阿民念對行動和其結果的觀察，必包含幾點：1.它是必然又不是必然的；2.它是原因而來，又是沒有原因的；3.它是選擇和計畫的結果，又不是選擇和計畫的結果；4.它是活動或能力的肇始，又是在前能力的結果。所以，愛氏認為這種自相矛盾的說法，乃是一種沒有意義的東西。

## 作品
- 《基督徒走天路》 http://www.godoor.net/text/zhenli/jcjz22.htm （页面存档备份，存于）
- 《落在忿怒之神手中的罪人》 http://www.godoor.net/text/zhenli/jcjz07.htm （页面存档备份，存于）
- 《宗教情操真伪辨》  http://cclw.net/other/jhgrpx/11/index.html （页面存档备份，存于）
- 《乔纳森.爱德华兹自传》 http://books.chinacath.org/files/article/fulltext/0/48.html%5B%5D
- 《信仰的深情(爱德华兹著)》 http://www.xiaodelan.org/BookList.asp?ClassID=340 （页面存档备份，存于）
- 《爱德华滋选集》 https://web.archive.org/web/20150821021912/http://book.edzx.com/Html/Book/1/1153/Index.html
- 《如何知道你是一个真正的基督徒》 https://web.archive.org/web/20140109231341/http://book.edzx.com/Html/Book/1/1302/Index.html
- 《复兴真伪辨》 本福德改写 赵中辉译
- 《爱德华滋选集》基督教历代名著集成 谢秉德译 http://ishare.iask.sina.com.cn/f/7933152.html （页面存档备份，存于）
- 《爱德华兹日记选》https://web.archive.org/web/20080724072038/http://www.shengshan.org.cn/aidehuazirijixuan.htm
- 《爱德华兹自述》 https://web.archive.org/web/20080724071146/http://www.shengshan.org.cn/aidehuazizishu.htm
- 《爱德华兹证道选1》 https://web.archive.org/web/20080724071611/http://www.shengshan.org.cn/aidehuazizhengdao10.htm
- 《爱德华兹证道选2》 https://web.archive.org/web/20080724072704/http://www.shengshan.org.cn/aidehuazizhengdao7.htm
- 《爱德华兹证道选3》 https://web.archive.org/web/20080724072110/http://www.shengshan.org.cn/aidehuazizhengdao6.htm
- 《爱德华兹证道选4》 https://web.archive.org/web/20080724072004/http://www.shengshan.org.cn/aidehuazizhengdao5.htm
- 《爱德华兹证道选5》 https://web.archive.org/web/20080724071404/http://www.shengshan.org.cn/aidehuazizhengdao4.htm

## 爭議

### 擁有奴隸
愛德華茲一生都與奴隸制有關。1731年6月，他買了一個名叫維納斯的年輕黑人少年，在接下來的幾年裏，他至少又買下了五名奴隸：喬布及羅斯·賓尼、泰特斯、約瑟夫、休，約瑟夫和休也是一對已婚夫婦。1751年，愛德華茲为泰特斯父母，喬布及羅斯主持婚礼。愛德華茲還擁有一名名叫利亞的奴隸，儘管這可能是維納斯在 1736 年被接納爲愛德華茲所在的教會的會徒時使用的教名。在於1741年所發表的一份小冊子中，愛德華茲爲與債務人、戰俘或出生於北美的奴隸有關的制度辯護，但棄絶了大西洋奴隸貿易。
在2010年代和2020年代，對這一事實的關注變得突出，反應涵蓋從譴責到認爲他只是屬於那個時期的人的範圍。其他評價者試圖保留他們眼中愛德華茲的神學思想中寶貴的東西，同時指責他認可奴隸制。

## 批評
信奉東正教的、非常認可普救論的著名神學家大衛·本特利·哈特博士曾經在其所發表的一段十分簡短的影片中嚴厲地抨擊了愛德華茲所持有的神學觀點，他承認愛德華茲所持有的悊學觀點非常優美，但他聲稱與尼撒的格列高利所持有的神學觀點相比，愛德華茲所持有的關於惟一真神的神學觀點是非常可怕的，原因是愛德華茲把神靈的形象轉變為一個無可救藥的、嚴苛的和貪得無厭的怪物的形象，哈特博士聲稱因為這位神靈如此樂於折磨世人，所以崇信這樣一位嗜血的神靈的宗教只是比出現於石器時期的那些崇拜喜歡見到鮮血橫流的神祇的原始宗教稍為良好一點，哈特博士總結道這位神靈遠比魔王撒但更加令人感到恐懼，原因是祂不僅比撒但更加惡毒，而且擁有無限的力量，在影片的留言區中，不少後福音派人士表示他們認為愛德華茲等人所持有的神學觀點違背了耶書亞辣比在《聖經》中所給予的教誨，這些人就像那些要求耶書亞辣比降火燒死不接納他們的村民的門徒那樣，後者因此而受到耶書亞辣比的斥責。

## 延伸閱讀
- Holmes, Stephen R. God of Grace and God of Glory: An Account of Theology of Jonathan Edwards. Edinburgh: T&T Clark, 2000.
- Howard, Philip E. The Life and Diary of David Braineard with a Biographical Sketch of the Life and Work of Jonathan Edwards. Grand Rapids, MI: Baker Book House, 1994.
- 余達心。《感悟聖靈大能的思想家——愛徳華滋》。香港：基督教文藝出版社，2003。
- 約拿單·愛徳華滋。《宗教情操真偽辨》。神學翻譯團契譯。台北：基督教改革宗翻譯社，2003。
- 約拿單·愛徳華滋。《復興真偽辨》。趙中輝譯。台北：改革宗出版有限公司，2003。
- 約拿單·愛徳華滋。《基督教歷代名著集成——愛徳華滋選集》。謝秉徳譯。香港：基督教文藝出版，1991。
- 奧爾森。《神學的故事》。吳瑞誠、徐成徳譯。台北：校園書房出版社，2002。
- 陶理。《基督教二千年史》。李伯明、林牧野譯。香港：海天書樓，2004。

## 外部連結
- , Yale University,   [2019-06-14], （原始内容存档于2020-12-01）.  Complete online critical edition of Edwards.
- Jonathan Edwards Collection Majority of Edwards's surviving manuscripts including over one thousand sermons, private theological and philosophical notebooks, correspondence, printed materials, and artifacts from the Beinecke Rare Book and Manuscript Library at Yale University （页面存档备份，存于）
- JESociety （页面存档备份，存于）, A network of Jonathan Edwards scholars and enthusiasts promoting research and interest in America's Theologian.
- Template:PRDL. A finding list of eighteenth-century published works by Edwards in the public domain.
- The Stanford Encyclopedia of Philosophy （页面存档备份，存于）
- Contains "Freedom of the Will" and "Dissertation on Virtue", lightly edited for easier reading. （页面存档备份，存于）
- Perspectives in American Literature – A Research and Reference Guide, an Edwards bibliography
- Shocking Beliefs of Jonathan Edwards （页面存档备份，存于）
- 互联网档案馆中喬納森·愛德華茲的作品或与之相关的作品
- 來自喬納森·愛德華茲的LibriVox公共領域有聲讀物